# Green Glens Arena
Green Glens Arena – miejsce rozrywki publicznej w Millstreet (w hrabstwie Cork) w Irlandii. Posiada zewnętrzne osiedle o wielkości 20 hektarów (49 akrów) przeznaczone na zawody jeździeckie oraz halę sportową o wymiarach 80×40 metrów. Hala i obiekt jeździecki zostały zbudowane przez Noela C. Duggana, a kompleks jest nadal obsługiwany przez lokalne przedsiębiorstwo rodziny Duggan. Hala sportowa może pomieścić 8 000 osób. 
Ośrodek jeździecki corocznie organizuje międzynarodowe imprezy i oferuje jazdę na biegówkach, nauki hakowania i jazdy konnej. 

## Wydarzenia
Odbył się tu 38. Konkurs Piosenki Eurowizji (1993). W lipcu 2006 i 2014 roku był gospodarzem 29. i 37. Europejskiej Konwencji Żonglerskiej, w której udział wzięło ponad 2000 żonglerów z 40 krajów. W grudniu 2007 roku Green Glens Arena była gospodarzem pokazu John Deere, podczas którego Deere & Company zaprezentowała nowe maszyny rolnicze.  W styczniu 2008 i 2009 roku odbył się tam również pokaz maszyn rolniczych. Na Green Glens Arena wystąpiło kilku artystów, takich jak Pearl Jam, The Prodigy, James Blunt i Westlife.